# Catananche montana
Catananche montana là một loài thực vật có hoa trong họ Cúc. Loài này được Coss. & Durieu mô tả khoa học đầu tiên.